# Saudia
Saudia (араб. السعودية‎  as-Suʿūdiyyah), ранее действовавшая как Saudi Arabian Airlines (араб. الخطوط الجوية العربية السعودية‎) — флагманская авиакомпания Саудовской Аравии со штаб-квартирой в городе Джидда, работающая в сфере внутренних и международных авиаперевозок по более, чем 90 направлениям стран Ближнего Востока, Африки, Азии, Европы и Северной Америки. Во время Рамадана и Хаджа компания обслуживает чартерные рейсы в аэропорты Саудовской Аравии.
Портом приписки авиакомпании и её главным транзитным узлом (хабом) является международный аэропорт имени короля Абдель-Азиза в Джидде, тремя другими хабами перевозчика являются региональный аэропорт Абха, международный аэропорт имени короля Халида в Эр-Рияде и международный аэропорт имени короля Фахда в Даммаме, открытый для коммерческих операций 28 ноября 1999 года. Авиакомпания активно использовала международный аэропорт Дахран, однако затем инфраструктура порта была передана в ведение военно-воздушных сил страны и в настоящее время используется в качестве базы ВВС.
Saudia является членом Организации арабских авиаперевозчиков. Ранее авиакомпания являлась крупнейшим коммерческим оператором региона, но в связи с бурным ростом других компаний, в 2006 году уступила пальму первенства авиакомпаниям Emirates Airline и Etihad Airways и в настоящее время занимает третье место среди всех авиаперевозчиков рынка Ближнего Востока.

## История

### Начало
Развитие гражданской авиации в Саудовской Аравии восходит к президенту США Франклину Делано Рузвельту, преподнёсшего в 1945 году в качестве подарка королю Абдель аль-Азизу Ибн Сауду самолёт Douglas DC-3. В сентябре следующего года была образована флагманская авиакомпания Саудовской Аравии Saudi Arabian Airlines, которая полностью находилась в собственности государства, контролировалась Министерством обороны страны, но вела операционную деятельность под управлением менеджмента северо-американского перевозчика Trans World Airlines.
Первоначально основной базой авиакомпании являлся аэропорт Джидда-Кандара, который располагался в непосредственной близости от центра города. Среди первых маршрутов Saudi Arabian Airlines был специальный рейс из палестинского города Лидда (ныне — город Лод в Израиле и международный аэропорт имени Бен Гуриона), организованный по Британскому мандату для перевозки паломников, совершающих хадж, в Джидду. Для выполнения регулярных рейсов авиакомпания использовала пять самолётов DC-3, работая с марта 1947 года между аэропортами Джидды и Эр-Рияда, а также на своём первом международном маршруте между Джиддой и Каиром. В начале 1948 года был запущен ещё один международный маршрут в Бейрут. В 1949 года воздушный флот авиакомпании пополнился первым из пяти заказанных лайнеров Bristol 170, которые в дальнейшем позволили существенно расширить маршрутную сеть регулярных пассажирских и грузовых авиаперевозок.

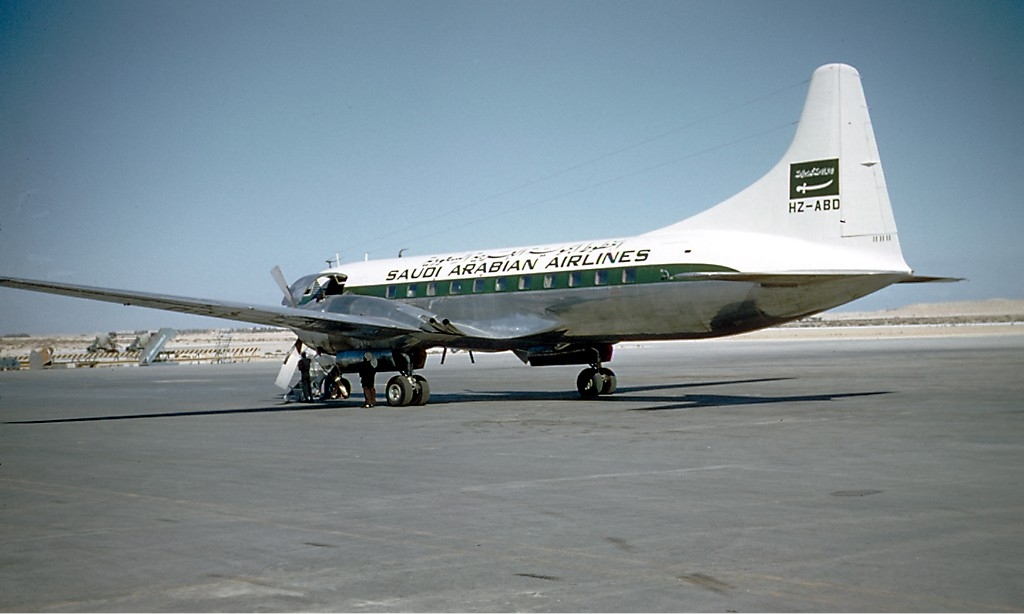
Convair 340 авиакомпании Saudi Arabian Airlines в аэропорту Дахрана, 1959 год

### 1950-е годы
В течение 1950-х годов наблюдался медленный, но постоянный рост компании. Были открыты новые регулярные маршруты в Стамбул, Карачи, Амман, Кувейт, Асмэру и Порт-Судан. Флот Saudi Arabian Airlines принял ещё пять самолётов DC-4 и первые свои лайнеры с герметичными фюзеляжами — десять самолётов Convair 340. В 1959 году в Джидде компания открыла собственный центр по ремонту и сервисному обслуживанию воздушных судов. В течение этого десятилетия авиакомпания установила интенсивное воздушное сообщение между Джиддой и Эр-Риядом.

### 1960-е годы
В 1962 году Saudi Arabian Airlines приобрела два самолёта Boeing 720, став тем самым вторым коммерческим авиаперевозчиком Ближнего Востока, начавшим эксплуатацию реактивных пассажирских лайнеров (первой была Cyprus Airways, купившая самолёты De Havilland Comet). 19 февраля следующего года королём Саудовской Аравии Фейсалом был подписан меморандум, согласно которому Saudi Arabian Airlines становилась полностью независимой коммерческой компанией. Позднее флот перевозчика пополнился новыми лайнерами DC-6 и Boeing 707, а сама SAA стала полноправным членом Организации арабских авиаперевозчиков. В 1965 году были открыты регулярные маршруты между аэропортами Саудовской Аравии и портами в Шардже, Тегеране, Бомбее, Триполи, Тунисе, Рабате, Женеве, Франкфурте и Лондоне.

### 1970-е годы
В 1970-х годах авиакомпания поменяла логотип, дизайн окраски самолётов, а 1 апреля 1972 год сменила официальное название на Saudia. Постепенно вводились в эксплуатацию новые лайнеры Boeing 737 и Fokker F28, причём самолёты 737-й серии заменяли на регулярных направлениях Douglas DC-9. Во второй половине десятилетия компания установила грузовое сообщение с Европой и приобрела новые самолёты Lockheed L-1011 и Fairchild FH-27. В том же периоде Saudian сформировала отдельное подразделение «Special Flight Services» (SFS) с целью обслуживания специальных рейсов для членов королевской семьи и сотрудников государственных учреждений страны. В конце 1978 года были открыты регулярные международные маршруты в Рим, Париж, Маскат, Кано, Стокгольм, а 3 февраля следующего года Saudian запустила совместный с авиакомпанией Pan American регулярный рейс между Дахраном и Нью-Йорком.

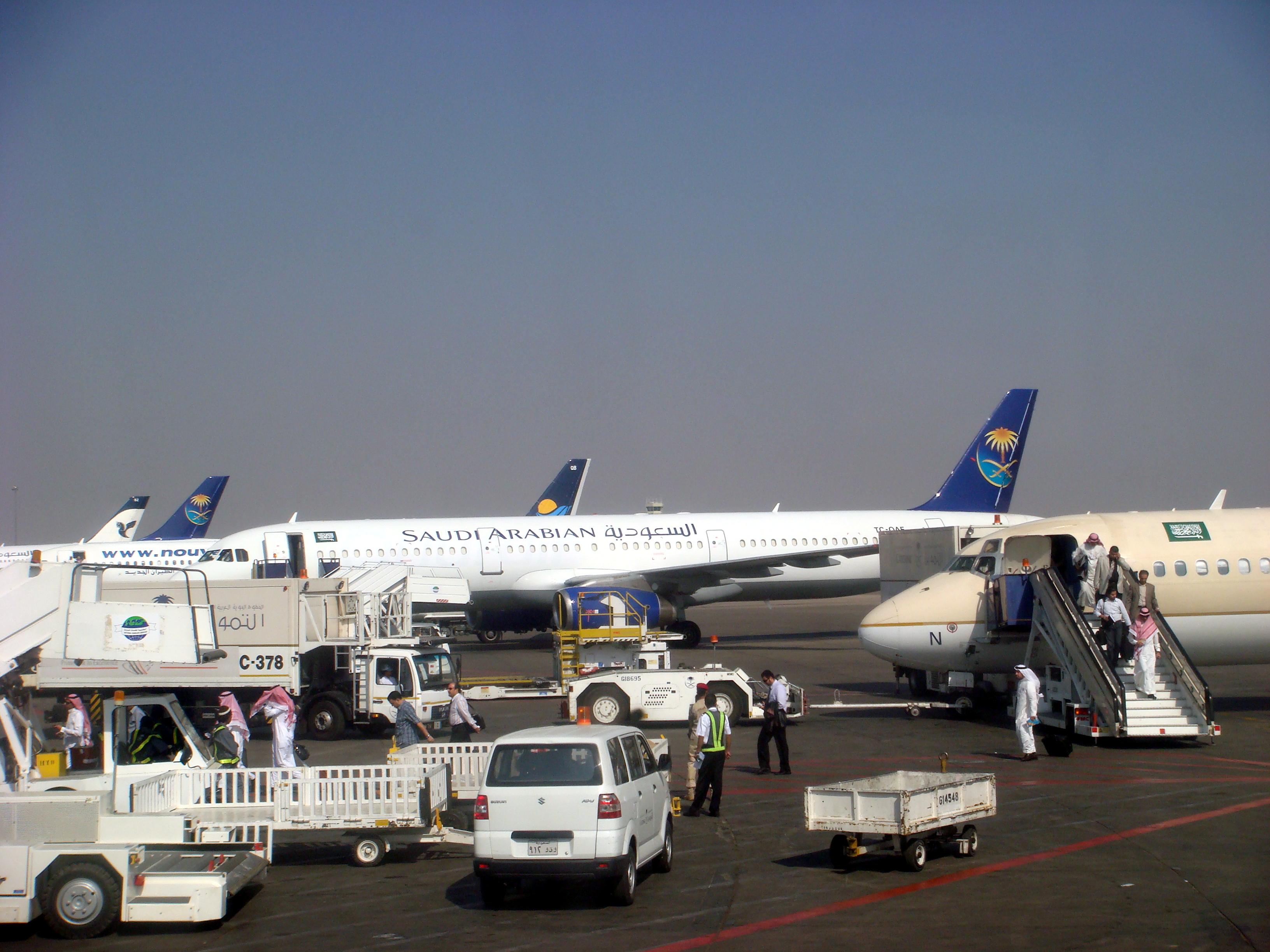
Самолёты авиакомпании Saudia в международном аэропорту имени принца Мухаммеда Бин Абдул-Азиза

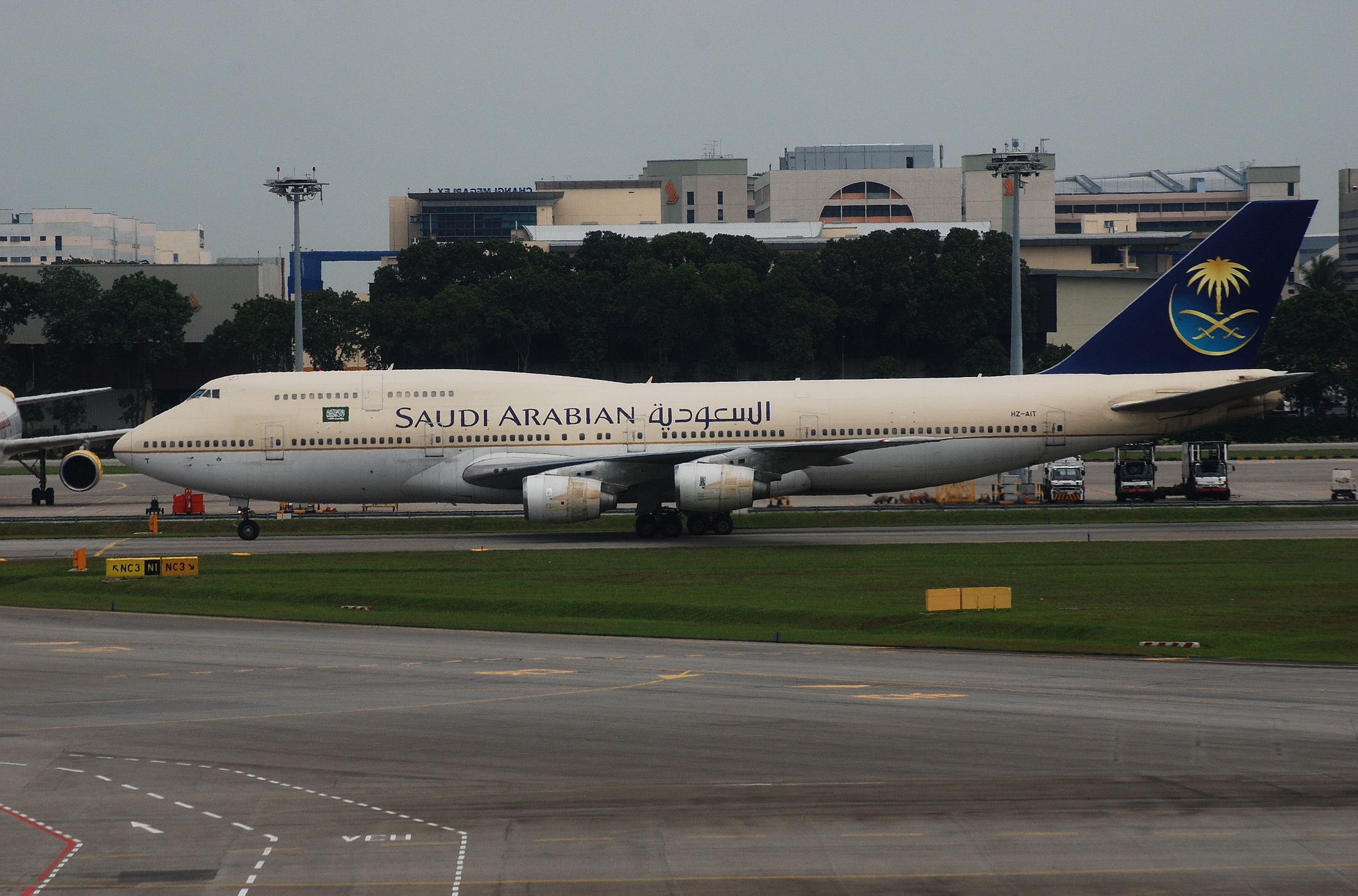
Boeing 747—368 авиакомпании Saudia на рулении в международном аэропорту Чанги
(Сингапур), 2007 год

### 1980-е годы
В 1980-х годах Saudia продолжала политику расширения деятельности по ряду направлений: были открыты регулярные маршруты в Афины, Коломбо, Ниццу, Лахор, Брюссель, Дакар, Куала-Лумпур, Тайбэй, Бангкок, Дакку, Могадишо, Найроби, Мадрид, Сингапур, Манилу, Дели, Исламабад, Амстердам; начало работу отдельное подразделение организации бортпитания «Saudia Catering», на ряде самолётов был организован сервис бизнес-класса «Horizon Class». В аэропортах Брюсселя и Тайбея авиакомпания открыла два грузовых перевалочных склада. Флот компании пополнился широкофюзеляжными лайнерами Airbus A300 и Boeing 747, а подразделение VIP-перевозок «SFS» получило в распоряжение комфортабельные самолёты Cessna Citation. В 1989 году маршрутная сеть регулярных перевозок расширилась направлениями в Ларнаку и Аддис-Абебу.

### 1990-е годы
В 1990 году авиакомпания ввела в эксплуатацию реактивные лайнеры Boeing 777, MD-11 и MD-90, а также открыла регулярные рейсы в Орландо, Ченнаи, Асмэру, Вашингтон (округ Колумбия), Йоханнесбург, Александрию, Милан, Сану и сезонные в Малагу. 16 июля 1996 года компания очередной раз сменила собственный логотип и дизайн раскраски самолётов. С этого момента фюзеляжи лайнеров окрашивались в песочный, а их хвостовое оперение — в контрастный синий цвет со стилизованным знаком королевского дома по центру стабилизаторов. Одновременно с этим авиакомпания вернула прежнее официальное название Saudia, а также ввела новую форму для женщин-бортпроводников.

### 2000-е годы
8 октября 2000 года министр обороны и авиации Саудовской Аравии принц Султан ибн Абдель Азиз ас-Сауд подписал контракт на проведение маркетинговых исследований по возможной приватизации авиакомпании, при подготовке к которой был проведён ряд реструктуризационных мероприятий по выведению непрофильных подразделений (производство бортового питания, сервис наземного обслуживания, сервисное обслуживание и ремонт самолётов и лётная академия в Джидде) из состава авиаперевозчика и преобразованию их в отдельные коммерческие компании.
В апреле 2005 года правительство страны отметило, что флагманский перевозчик в будущем может потерять монополию на часть регулярных рейсов в Саудовской Аравии и за её пределами.

### 2010-е годы
29 мая 2012 года авиакомпания вернула своё сокращённое английское название Saudia (данное название использовалось с 1972 по 1996 год) от Saudi Arabian Airlines (историческое название использовалось до 1971 года и повторно введено в 1997 году). В этот день Saudia стала полноправным членом глобального авиационного альянса пассажирских перевозок SkyTeam.
К концу 2012 года Саудовская Аравия получила 64 новых самолета (6 от Boeing и 58 от Airbus). В 2015 году 8 самолетов Boeing 787-9 пополнили флот авиакомпании.
В апреле 2016 года Saudia объявила о создании недорогой дочерней компании Flyadeal. Flyadeal обслуживает внутренние и региональные направления, полёты начались в середине 2017 года.

### 2020-е годы
В апреле 2021 года авиакомпания Saudia объявила, что 19 апреля опробует мобильное приложение, разработанное Международной ассоциацией воздушного транспорта (IATA), которое помогает пассажирам управлять своей информацией о поездках и документами в цифровом виде.

## Партнёрские отношения
Saudia имеет код-шеринговые соглашения со следующими авиакомпаниями:
- Air France (Sky Team)
- Czech Airlines
- Etihad Airways
- Garuda Indonesia
- Korean Air
- Kuwait Airways
- Oman Air
- Royal Air Maroc
- Vietnam Airlines

## Флот

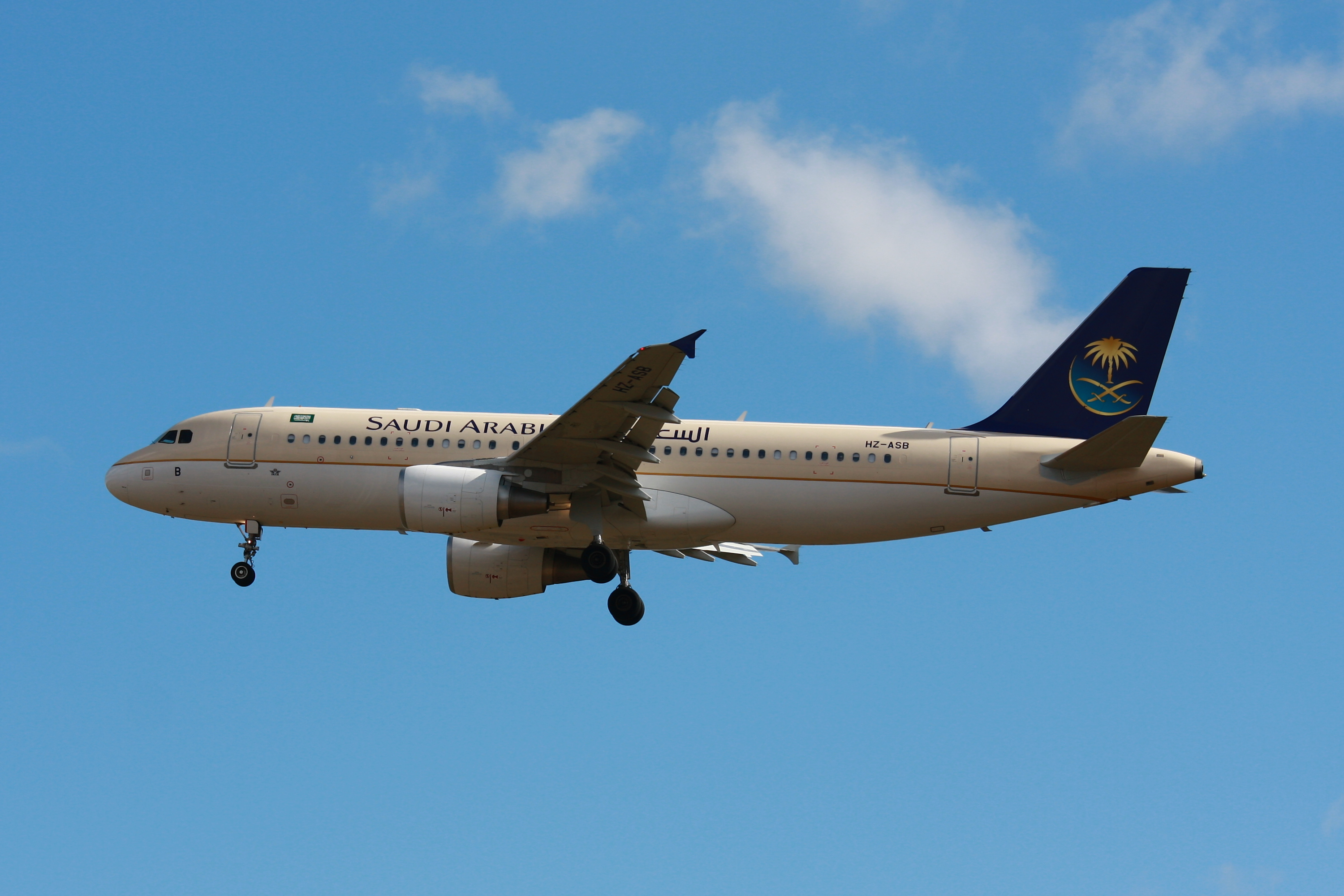
Airbus A320 авиакомпании Saudia в заходе на посадку в международном аэропорту Дюссельдорфа (Германия), 2010 год

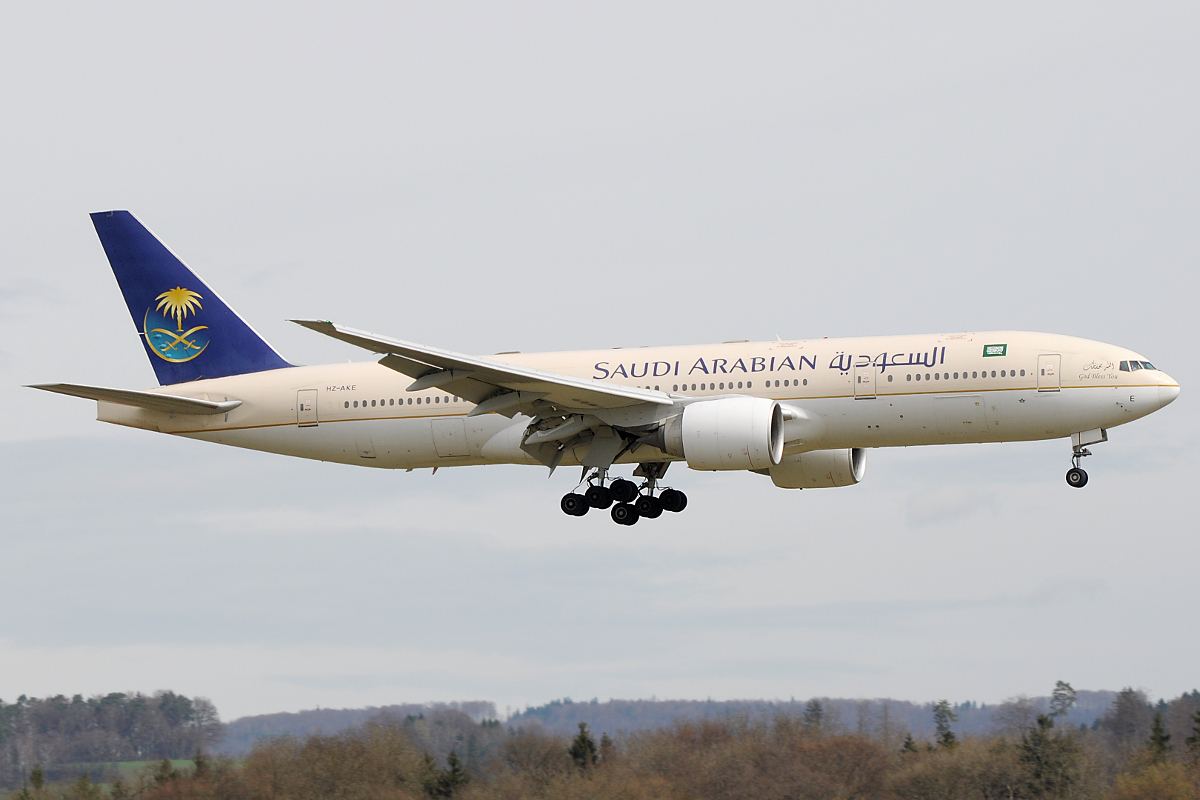
Boeing 777-200ER авиакомпании Saudia в заходе на посадку в цюрихском аэропорту Клотен (Швейцария)

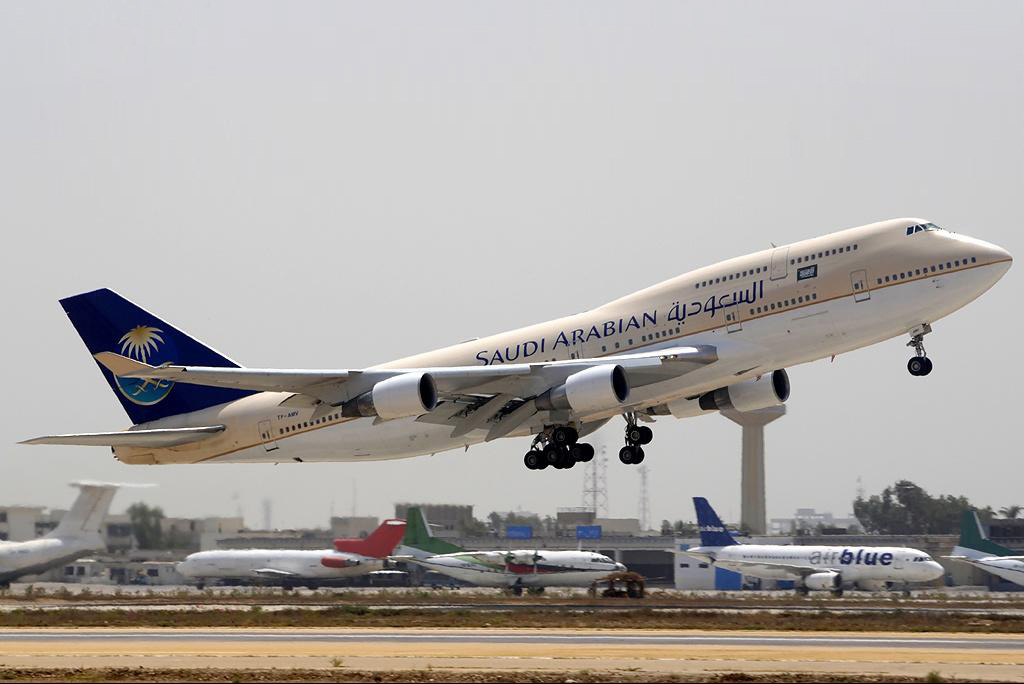
Boeing 747—412 на взлёте из международного аэропорта Джинна (Карачи, Пакистан)

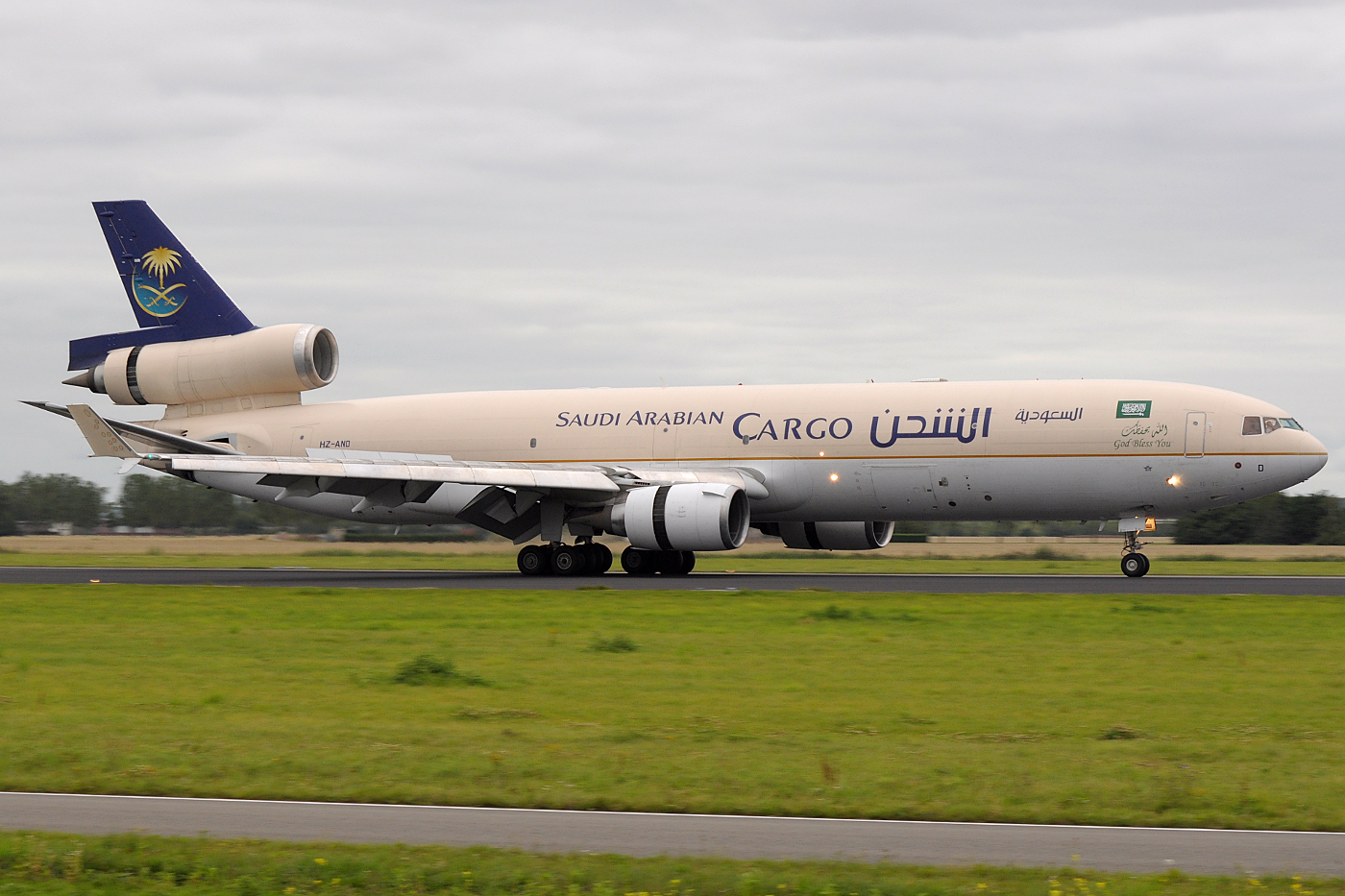
McDonnell-Douglas MD-11 грузового подразделения Saudi Arabian Cargo в амстердамском аэропорту Схипхол (Нидерланды)

В мае 2025 года воздушный флот авиакомпании Saudia составляли следующие самолёты:
Следующие самолёты используются Saudia для осуществления VIP-перевозок, частных и специальных рейсов:
- 6 Beechcraft Bonanza — тренировочные
- 2 Dassault Falcon 900 — VIP
- 4 Dassault Falcon 7X — чартеры
- 6 Gulfstream IV — VIP
- 6 Hawker 400XP — VIP

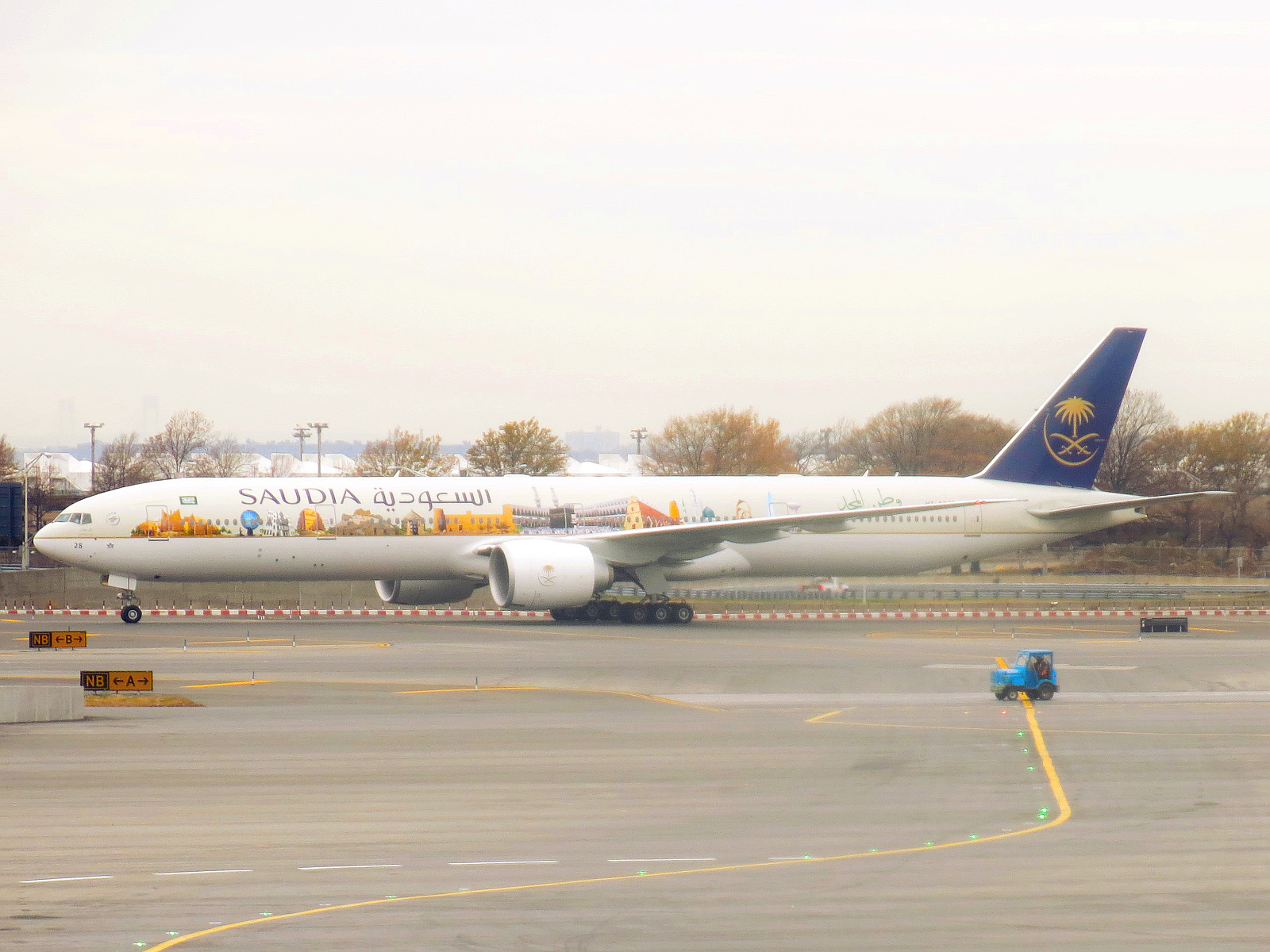
Boeing 777-300ER в ливрее «Достопримечательности Саудовской Аравии»

Кроме того, несколько самолётов C-130 Королевских военно-воздушных сил, работающих по контрактам в Европе, окрашены в цвета авиакомпании Saudia с целью неявной рекламы коммерческого авиаперевозчика.

## Сервис на борту
- Авиакомпания выпускает ежемесячный бортовой журнал «Ahlan Wasahlan» (араб. أهلاً وسهل‎, «Здравствуйте и добро пожаловать»).
- В соответствии исламскими запретами на всех рейсах авиакомпании пассажирам не предлагаются блюда из свинины и алкогольные напитки.
- Самолёты Airbus A330-300 и Boeing 777-300ER оснащены Wi-Fi и мобильными сетями на борту.
- На большинстве самолетов имеются специальные зоны для молитв, которая звучит перед взлётом.

## Награды
- Самая совершенная авиакомпания мира» в 2017 году по версии SkyTrax.

## Спонсорство
- Saudia спонсировала команду Формулы-1 Williams с 1977 по 1984 год. За это время Williams выиграл два чемпионата конструкторов и два чемпионата пилотов с Аланом Джонсом и Кеке Росбергом.
- Saudia была главным спонсором Diriyah ePrix 2018 и 2019 годов . Они являются официальной авиакомпанией Formula E , и один из их самолетов, Boeing 777-300ER , окрашен в особую ливрею с изображением головы орла и автомобилем Spark SRT05e Gen2 позади него.

## Направления
| Саудовская Аравия | Азия       | Европа              | Африка        | Северная Америка   |
| ----------------- | ---------- | ------------------- | ------------- | ------------------ |
| Эд-Даммам         | Карачи     | Лондон (Хитроу)     | Каир          | Нью-Йорк (Кеннеди) |
| Эр-Рияд           | Мале       | Сарагоса (грузовой) | Хартум        | Вашингтон          |
| Джидда            | Дубай      | Афины               | Касабланка    | Лос-Анджелес       |
| Хаиль             | Хайдарабад | Франкфурт-на-Майне  | Тунис         |                    |
| Медина            | Гонконг    | Вена                | Рабат         |                    |
| Джизан            | Бейрут     | Малага (грузовой)   | Александрия   |                    |
| Абха              | Стамбул    | Амстердам           | Найроби       |                    |
| Сакака            | Амман      | Париж               | Шарм-Эль-Шейх |                    |
| Эт-Таиф           | Дакка      | Льеж (грузовой)     | Аддис-Абеба   |                    |
| Арар              | Манама     | Женева              | Порт-Луи      |                    |
| Табук             | Эль-Кувейт | Мадрид              |               |                    |
| Наджран           | Мумбаи     |                     |               |                    |
| Эль-Ваджх         | Кожикоде   |                     |               |                    |
| Эль-Баха          | Гуанчжоу   |                     |               |                    |
| Эль-Касим         | Доха       |                     |               |                    |
| Аль-Ула           | Нью-Дели   |                     |               |                    |
| Янбу-эль-Бахр     | Исламабад  |                     |               |                    |
| Сакака            | Лакхнау    |                     |               |                    |
| Bisha             | Шарджа     |                     |               |                    |
| Qaisumah          | Манила     |                     |               |                    |
| Turaif            |            |                     |               |                    |
| Wadi ad-Dawasir   |            |                     |               |                    |

## Авиапроисшествия и несчастные случаи
- 25 сентября 1959 года. Самолёт Douglas DC-4 (регистрационный HZ-AAF) разбился вскоре после взлёта из аэропорта Джидды. Причиной инцидента стала ошибка пилота, допустившего сваливание самолёта. Все 72 человека (67 пассажиров и 5 членов экипажа), находившиеся на борту, выжили[7].
- 9 февраля 1968 года. В процессе ремонта самолёт Douglas C-47 (регистрационный HZ-AAE) повреждён неизвестными и впоследствии был списан[8].
- 10 ноября 1970 года. Самолёт Douglas DC-3, выполнявший регулярный рейс из аэропорта Амман (Иордания) в международный аэропорт имени короля Халида (Эр-Рияд), был захвачен террористами и угнан в аэропорт Дамаска (Сирия)[9].
- 19 августа 1980 года. Лайнер Lockheed L-1011-200 TriStar, обслуживавший регулярный маршрут 163 Карачи-Эр-Рияд-Джидда, был полностью уничтожен в результате возникшего пожара в грузовом отсеке и последовавшей ошибкой пилота при заходе на посадку в аэропорту Эр-Рияда. Погибли все находившиеся на борту (301 человек).

- 23 декабря 1980 года. В кабине самолёта Lockheed L-1011-200 TriStar, следовавшего регулярным рейсом 162 из Дахрана в Карачи, произошла взрывная декомпрессия. В образовавшееся в фюзеляже отверстие было выброшено два пассажира, салон подвергся разгерметизации[10].

- 12 ноября 1996 года. Boeing 747-168B (регистрационный HZ-AIH), следовавший регулярным рейсом SVA-763 из Дели в Джидду, столкнулся вскоре после взлёта из аэропорта Дели с грузовым самолётом Ил-76 авиакомпании Kazakstan Airlines, завершавшим рейс KZA-1907 из Шымкента. Погибло 349 человек на обоих лайнерах. Данная катастрофа является самой тяжёлой среди всех происходивших столкновений в воздухе.

- 23 августа 2001 года. Самолёт Boeing 747—368 (регистрационный HZ-AIO) после выполнения прогона двигателей в международном аэропорту Куала-Лумпура (Малайзия) должен был быть отбуксирован к пассажирскому терминалу для принятия на борт пассажиров и возвращения в Саудовскую Аравию. В процессе буксировки обнаружились факты неэффективного торможения и неуправляемости передней опорой шасси. Самолёт продолжил движение по инерции и упал носовой частью в дренажную канаву. Из шести членов экипажа на борту никто не пострадал[11].
- 8 сентября 2005 года. Экипаж Boeing 747, выполнявшего рейс из Коломбо в Джидду с 420 пассажирами на борту (главным образом, наёмными рабочими, летевшими в Саудовскую Аравию), получил сообщение о заложенном на борту самолёта взрывном устройстве. Лайнер был развёрнут и посажен в аэропорту вылета. Во время эвакуации среди пассажиров возникла паника и давка, в результате которой погибла женщина — гражданка Шри-Ланки, 62 человека получили ранения различной степени тяжести, 17 человек были госпитализированы[12].
- 25 мая 2008 года. Самолёт Boeing 747—357, следовавший регулярным рейсом SV-806 из международного аэропорта имени принца Мухаммеда Бин Абдул Азиза (Медина), совершил аварийную посадку в международном аэропорту Зия. При заходе на посадку диспетчер сообщил с контрольной башни о визуальном наблюдении огня на правом полукрыле, а затем и о пожаре в третьем двигателей. Экипаж активировал противопожарную систему и остановил все двигатели[13]. В результате жёсткой посадки несколько человек на борту получили незначительные ушибы, самолёт впоследствии был списан[13][14].
- 8 мая 2009 года. Лайнер MD-90-30 (регистрационный HZ-APW), следовавший перегоночным рейсом из Джидды в Руанду, при посадке на взлётно-посадочную полосу 15L аэропорта назначения выкатился за пределы ВПП на песчаный грунт, в результате чего сложилась стойка основного шасси и левая консоль крыла получила значительные повреждения[15].
- 5 января 2014 года. Самолет 767-300ER, следовавший из иранского города Мешхеда, совершил экстренную посадку в международном аэропорту имени принца Мухаммеда Бин Абдул Азиза. В результате происшествия пострадали 29 человек, из них 11 потребовалась госпитализация. Из видеозаписей, опубликованных в интернете, видно, что самолет зашел на посадку без выпущенных шасси.[16][17]